# Olej z czarnuszki
Olej z czarnuszki – olej otrzymywany z tłoczenia nasion czarnuszki siewnej (Nigella sativa). Lekko gorzkawy w smaku, o intensywnym, korzennym zapachu, w kolorze miodowym do ciemnobrązowego.
Olej działa jako przeciwutleniacz, który stabilizuje i chroni nienasycone kwasy tłuszczowe i fosfolipidy wchodzące w skład błon komórkowych przed uszkodzeniem ze strony wolnych rodników.
| Pochodzenie:                 | Egipt |
| Skład:                       | Olej tłusty. Kwasy tłuszczowe nienasycone: 55,6% kwas linolowy, 24,3% kwas oleinowy, 0,4–1% kwas α-linolenowy, 2,6–3% kwas eikozadienowy, a także w mniejszej ilości kwasy oleomirystynowy, oleopalmitynowy, margarynowy, margarooleinowy; Kwasy tłuszczowe nasycone: 12,5% kwas palmitynowy oraz mirystynowy, stearynowy, arachidowy, behenowy, lignocerynowy. Fosfolipidy. Fosfatydylocholina (46–48% całkowitej ilości fosfolipidów), fosfatydyloetanoloamina, fosfatydyloseryna oraz fosfatydyloinozytol. Fitosterole. β-sitosterol (626 mg/100 ml oleju tłocznego na zimno), α-spinasterol, stigmasterol, kampesterol, stigma-7-en-3-β-ol, cholesterol, kampestanol, Δ7-stigmasterol, Δ5-avenasterol, Δ7-avenasterol i cykloartenol. |
| Kategoria:                   | olej schnący |
| Trwałość:                    | po otwarciu ok. 3–4 miesięcy |
| Wytrzymałość na temperatury: | nie ogrzewać |
| Zastosowanie                 | - Stosuje się głównie w przemyśle farmaceutycznym. |